# СДЮШОР «Зміна»
СДЮШОР «Зміна» (повна назва — Спеціалізована дитячо-юнацька школа олімпійського резерву з футболу «Зміна») — позашкільний навчальний заклад, дитячо-юнацька футбольна школа. У школі займаються понад 700 киян віком від 5 до 18 років.

## Історія
Ствроена у 1977 році  на базі футбольного відділення Центральної спортивної школи м. Києва. Власний стадіон з'явився у 1986 р. У 1992 р. на базі школи створено футбольний клуб «Оболонь-Зміна» (який припинив існування наприкінці 2012 року вже під назвою «Оболонь»). Нині спонсором школи є акціонерне товариство «Оболонь», вихованці школи залучаються до команди «Оболонь-Бровар», власником якої є корпорація.

## Команди

Логотип команди «Оболонь»

У 2008 році школу на змаганнях представляли команди «Зміна», «Живчик» та «Оболонь» (остання — трьома окремими складами). Станом на 2012 рік, у турнірах школу представляють команди «Зміна» та «Зміна-Оболонь».